# Musée d'Art Kimbell
 (mai 2022).
Si vous disposez d'ouvrages ou d'articles de référence ou si vous connaissez des sites web de qualité traitant du thème abordé ici, merci de compléter l'article en donnant les références utiles à sa vérifiabilité et en les liant à la section « Notes et références ».
Le musée d'Art Kimbell (en anglais : Kimbell Art Museum) est un musée d'art généraliste américain situé à Fort Worth, au Texas. Ses bâtiments ont été construits par l'architecte Louis Kahn. Il a été inauguré en 1972.

## Historique
Le musée d'Art Kimbell est situé dans le quartier culturel de Fort Worth au Texas. Il abrite une petite collection d'œuvres européennes, asiatiques et précolombiennes, ainsi que des expositions d'art itinérantes. Le bâtiment, considéré comme un chef-d'œuvre de l'architecture du XXe siècle[réf. souhaitée], a été conçu par Louis Kahn (1901-1974).
Ce musée a été créé à la suite d'une demande de Kay Kimbell (en) (1886-1964), un industriel et collectionneur d'art texan, d'établir un institut d'art pour la population du Texas. À sa mort en 1964, sa veuve Velma Kimbell Fuller a décidé d'utiliser son héritage pour financer l'institut.

## Architecture du musée

### Le bâtiment
Le bâtiment a été commandé en 1966 et a été inauguré en 1972. C'est l'un des chefs-d'œuvre de l'architecte Louis Kahn. Les 11 150 m2 de construction prennent la forme d'une série d'espaces définis par des voûtes en berceau parallèles. Les interruptions et irrégularités entre les principaux espaces sont vécues comme des variations rythmiques : six voûtes en berceau parallèles, en béton armé, définissent une composition tripartite, le volume central se réduit à quatre travées. Les façades aveugles en travertin donnent au musée l'allure d'une forteresse — comparable à celle des ksars du Sud tunisien —, image chère à Louis Kahn. La stricte géométrie de l'ensemble souligne clairement chaque partie du bâtiment.
Le hall ouest, la librairie et la cafétéria sont habillés d’un parquet en chêne blanc. La cour intérieure du musée expose L'Air d'Aristide Maillol, une statue conçue en 1938 et dont le bronze a été réalisé en 1967.
Le rythme spatial s'étend à l'extérieur, sur le côté ouest du bâtiment ; au-delà du plan d’eau se développent des sentiers et un jardin arboré.
L’entrée est du musée est annoncée par la sculpture en bronze de Joan Miró Femme s'adressant au public, projet pour un monument de 1981. Elle fait face à celle en acier corten de Richard Serra Vortex, signal du musée d'Art moderne de Tadao Ando.
Dans l’organisation du musée, l'architecte Louis Kahn distingue « espace servant » et « espace servi » : c’est un principe fondamental qui fait référence à l'architecture classique de Palladio ou encore à celle de Schinkel (Altes Museum de Berlin)[réf. souhaitée].

### La lumière
Le traitement de la lumière de Kahn est approprié à l’exposition de tableaux[réf. souhaitée]. Le long de la voûte en béton et par-dessous, des diffuseurs de lumière renvoient la lumière naturelle depuis une fente étroite située au zénith ; cela a pour effet d'adoucir l’ambiance intérieure de la construction en béton armé, la lumière y est parfaitement diffusée et précise. Le  musée d'Art Kimbell est réputé[réf. souhaitée] pour son utilisation imaginative de la lumière naturelle, ses grands espaces et son atmosphère paisible. Ce musée a reçu la plus haute distinction de l'American Institute of Architects ainsi que d'éminents prix nationaux pour l'éclairage et la construction[réf. souhaitée].

### L’architecte
Louis Kahn est un architecte américain d’origine ashkénaze de l'Empire russe (né à l'île d’Ösel, aujourd’hui Saaremaa, en Estonie, en 1901 et mort à New York, en 1974). Il contribua au développement de l’architecture postmoderne en abandonnant le style international du Bauhaus et le fonctionnalisme. L’une de ses idées maîtresses était que les espaces de service ou aires principales d’activité, notamment les ascenseurs, les installations de chauffage et les circuits de refroidissement, pouvaient être physiquement séparés, tout en constituant un ensemble fonctionnel esthétique. Kahn se fit connaître par ses déclarations sur l’architecture et son profond engagement dans les concepts d’ordre, de forme et de design[réf. souhaitée].

## La collection
Le musée a d'abord abrité la collection d'art « Kimbells », qui s’est élargie depuis, avec le souci d'acquérir des œuvres de première qualité.
Le musée n'est pas grand, mais la collection d'œuvres d'art est vaste et ne serait pas déplacée dans une des grandes galeries d'art mondiales. Depuis son ouverture en 1972, il s'est avéré l'un des musées des beaux-arts les plus prestigieux des États-Unis, offrant certaines des œuvres majeures de l'art occidental.

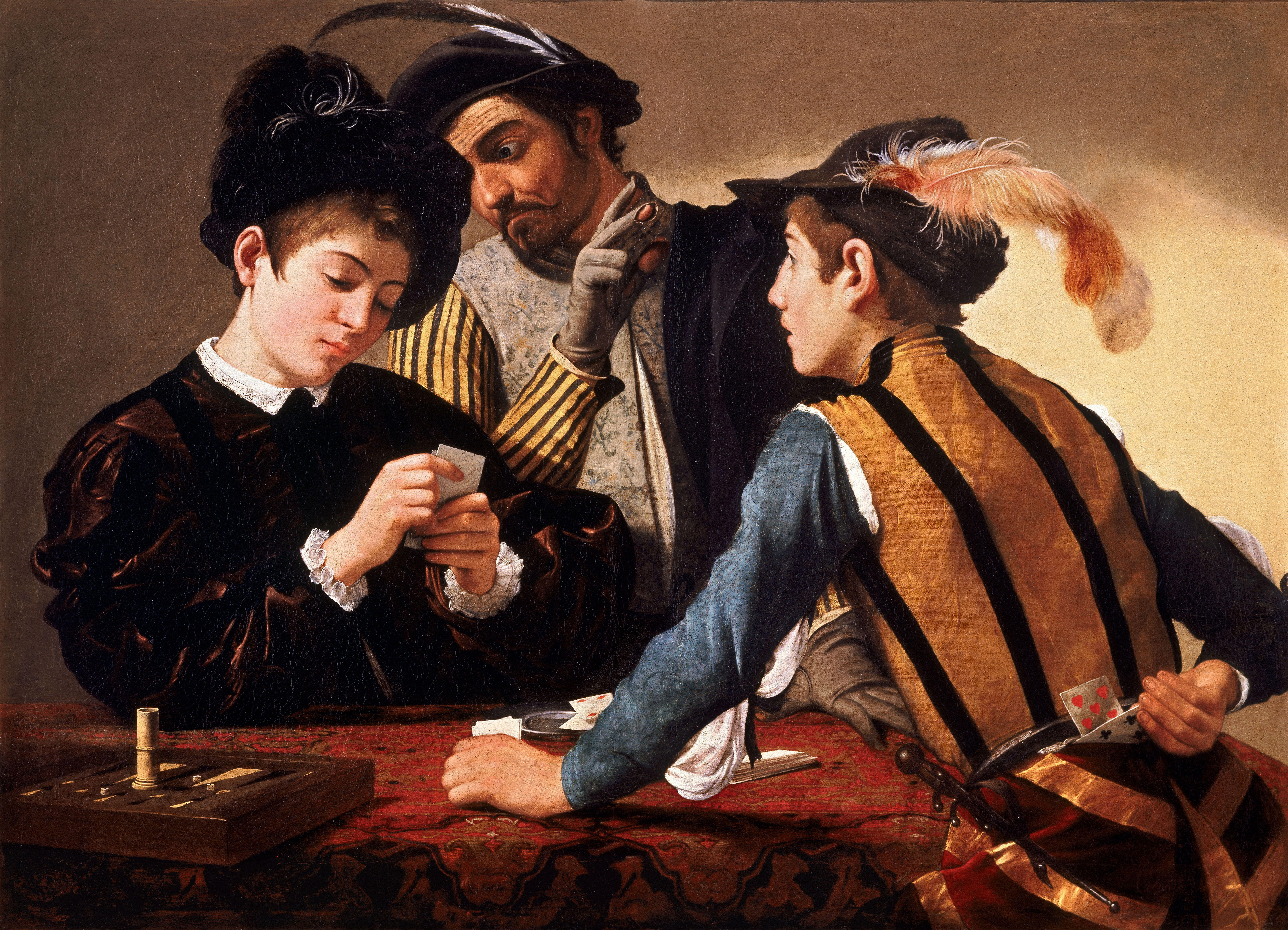
Le Caravage, Les Tricheurs, vers 1595. Une des pièces maîtresses du musée.

Il possède des œuvres d'art de la Renaissance, comme Le Christ bénissant de Giovanni Bellini ; maniériste et baroque, comme celles du Caravage avec une des pièces maîtresses du musée Les Tricheurs, tableau acheté en 1987, du Greco, de Frans Hals, de Pierre de Cortone, de Diego Vélasquez (Portrait de don Pedro de Barberana), de Rembrandt et Pierre Paul Rubens, ou encore de Georges de La Tour ou Nicolas Poussin (L'Ordre, du cycle des Sept Sacrements) ; et pour le XVIIIe siècle, de Luis Meléndez (Nature morte aux oranges et au pot de miel), de Thomas Gainsborough, Antoine Watteau, Élisabeth Vigée Le Brun et de Francisco de Goya avec le Portrait de Pedro Romero.
La collection conserve également des œuvres d'artistes romantiques comme Théodore Géricault, de grands noms de l'art impressionniste, comme Claude Monet et Alfred Sisley (Pêcheurs étendant leurs filets), ou post-impressionniste (Gustave Caillebotte) et de grands noms de l'art moderne, comme Paul Cézanne, Paul Gauguin, Pablo Picasso (Homme à la pipe) et Henri Matisse (L'Asie) parmi tant d'autres.
Il expose le seul tableau d'Adam Elsheimer au public en dehors de l'Europe. Deux importantes peintures de Piet Mondrian marquent la fin de la période moderne.
Il présente une collection d'antiquités classiques allant de la période assyrienne aux Chypriotes grecs et romains. La collection comprend aussi l’Asie avec des céramiques néolithique chinoises et des œuvres des dynasties Tang, Song et Ming. L'art japonais est axé sur les périodes de Momoyama et d'Edo.

Œuvres de la collection de peintures
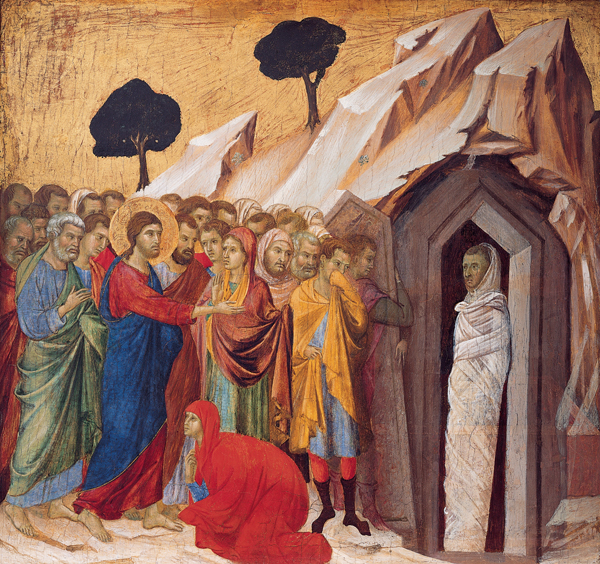
Duccio di Buoninsegna, La Résurrection de Lazare, 1310.
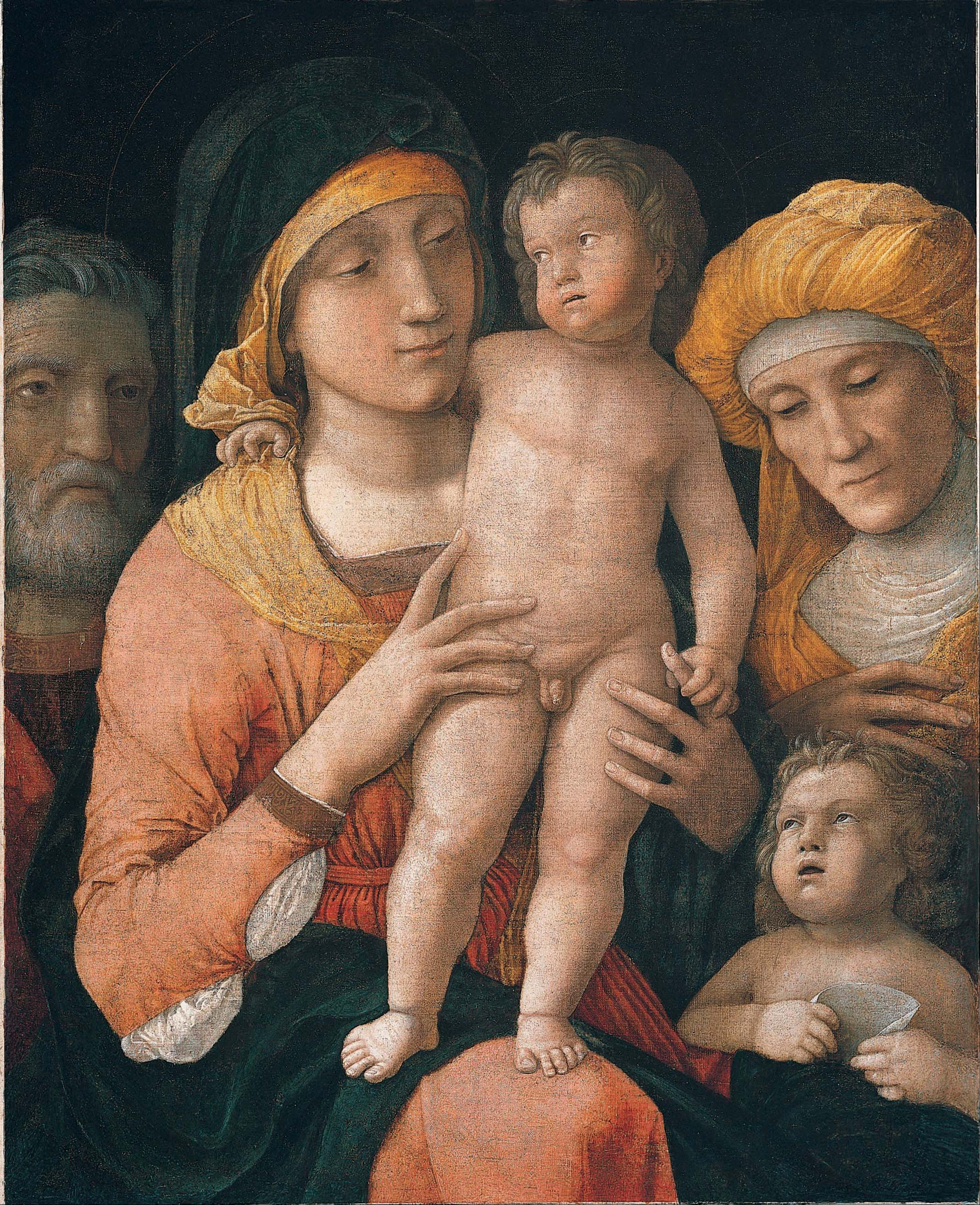
Andrea Mantegna, La Vierge à l'Enfant avec les saints Joseph, Élisabeth et Jean le Baptiste, vers 1485-1488.
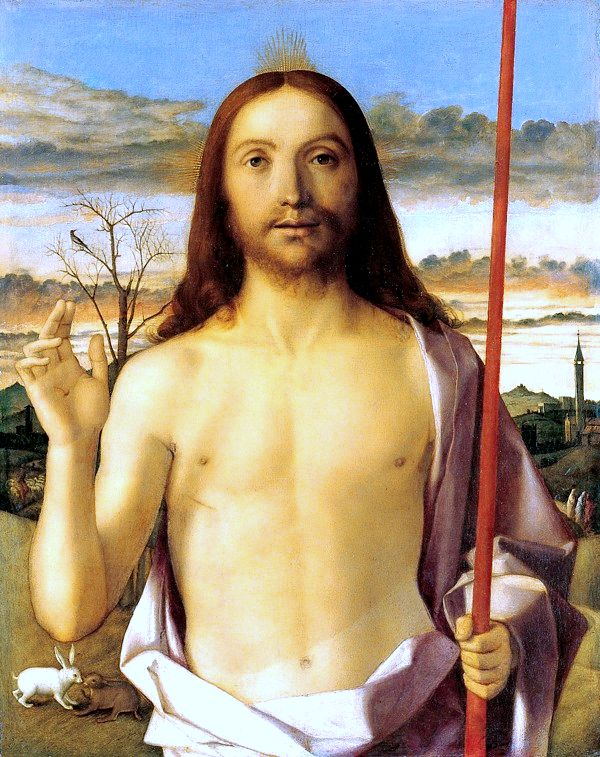
Giovanni Bellini, Le Christ bénissant, vers 1500.
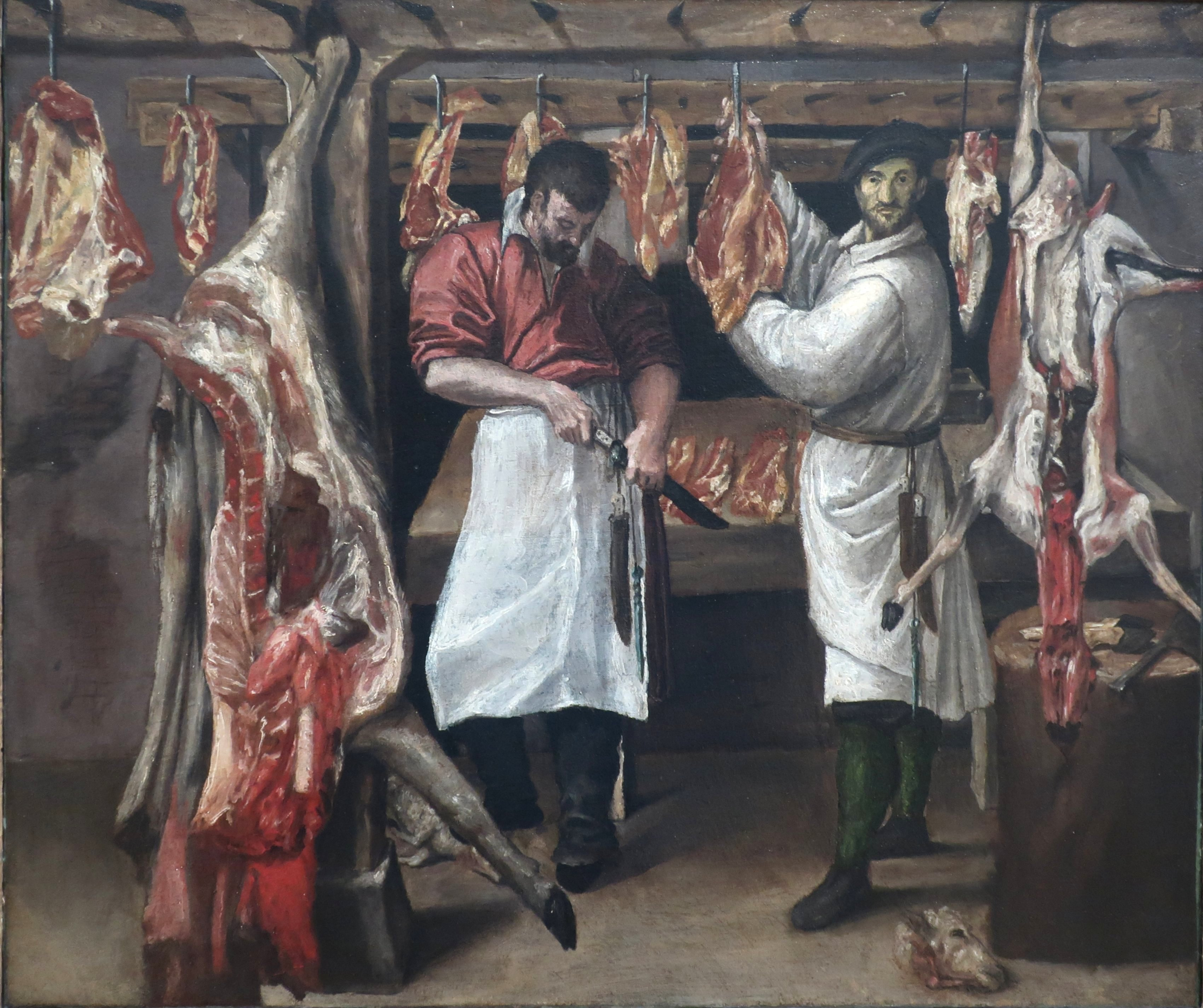
Annibale Carracci, La Boucherie, 1580.
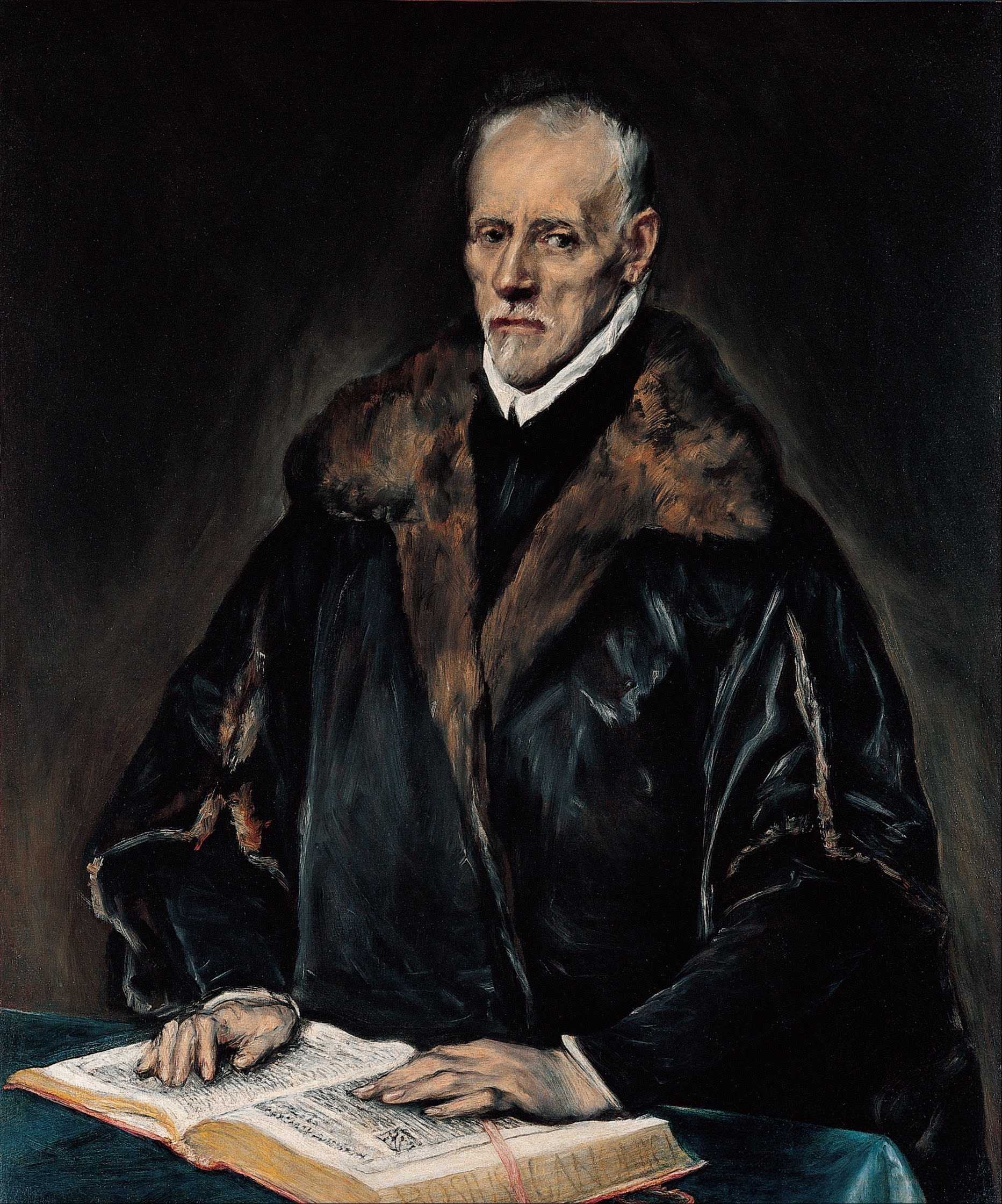
Le Greco, Portrait de Francisco de Pisa, vers 1610-1614.
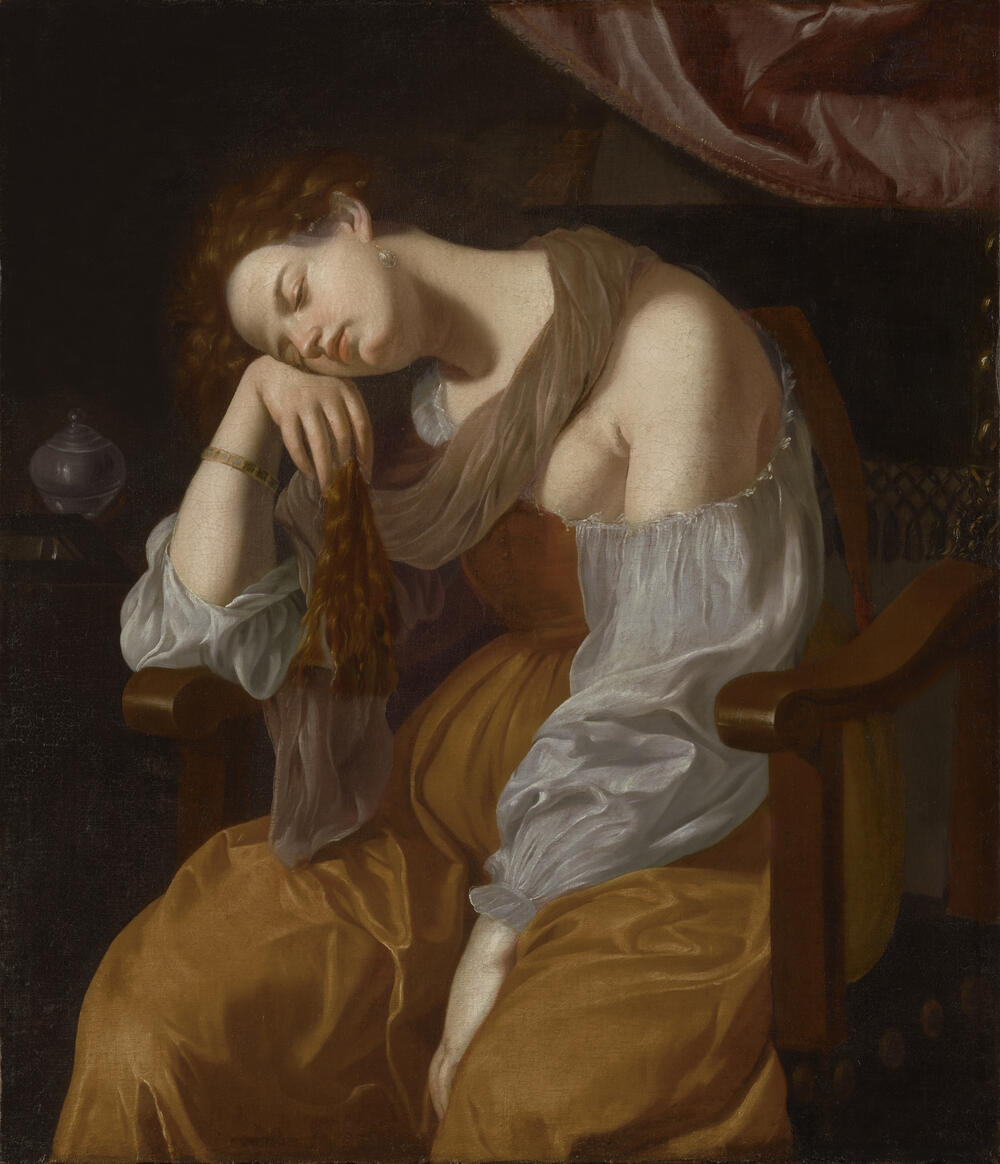
Artemisia Gentileschi, Marie Madeleine pénitente, 1625-1626.
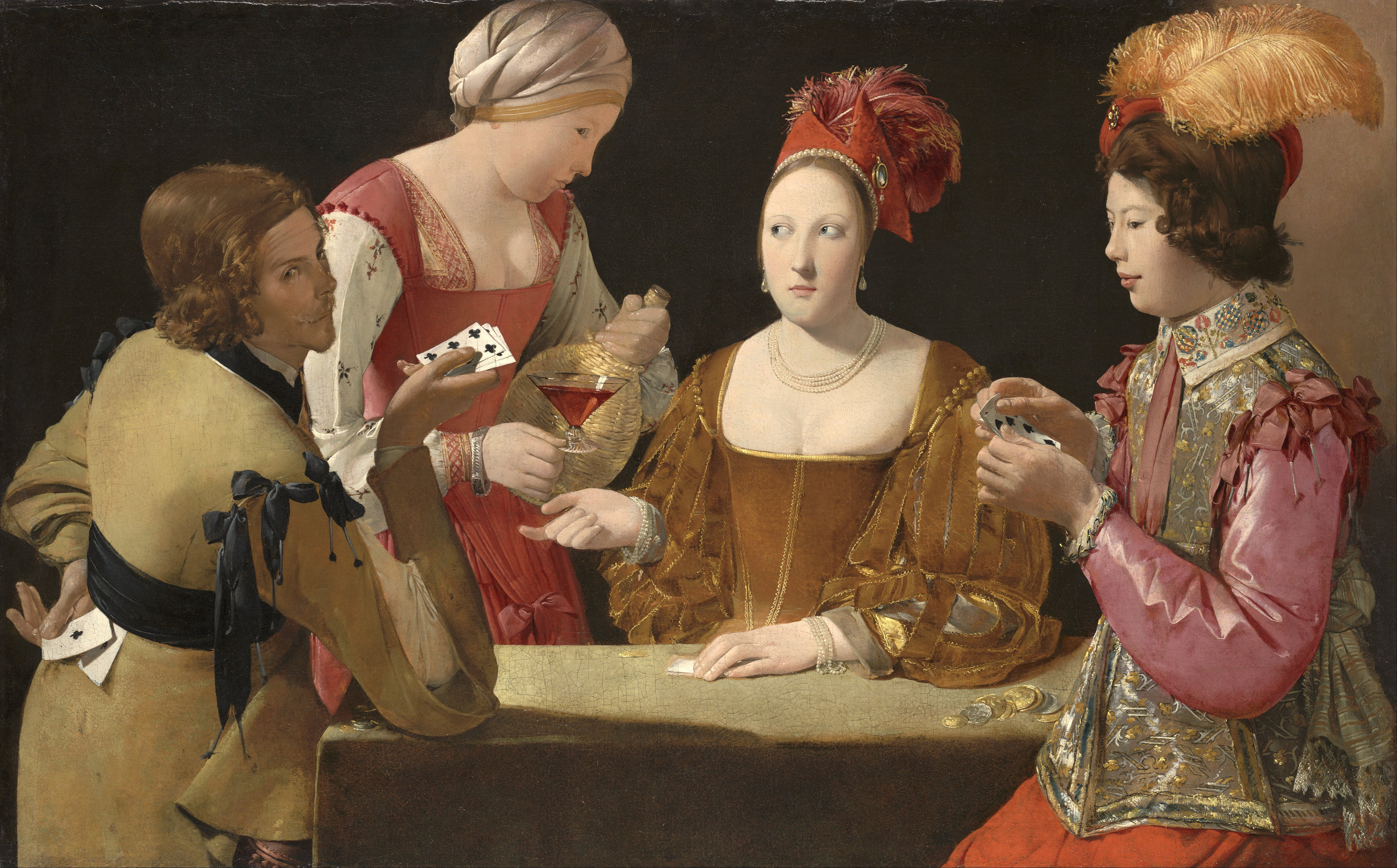
Georges de La Tour, Le Tricheur à l'as de trèfle, fin des années 1620[2].
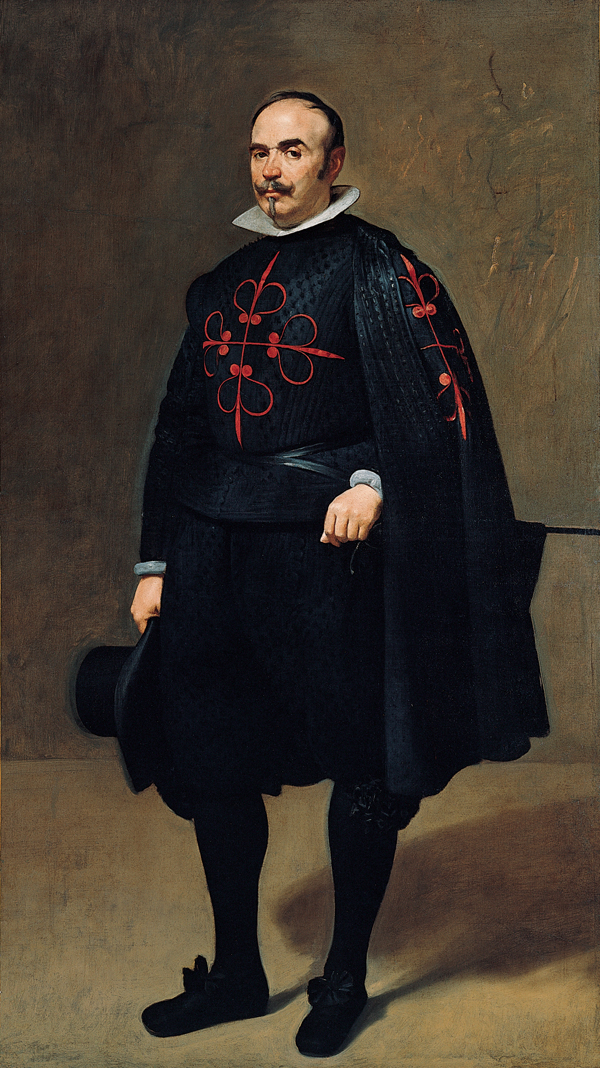
Diego Velázquez, Portrait de don Pedro de Barberana, 1632.
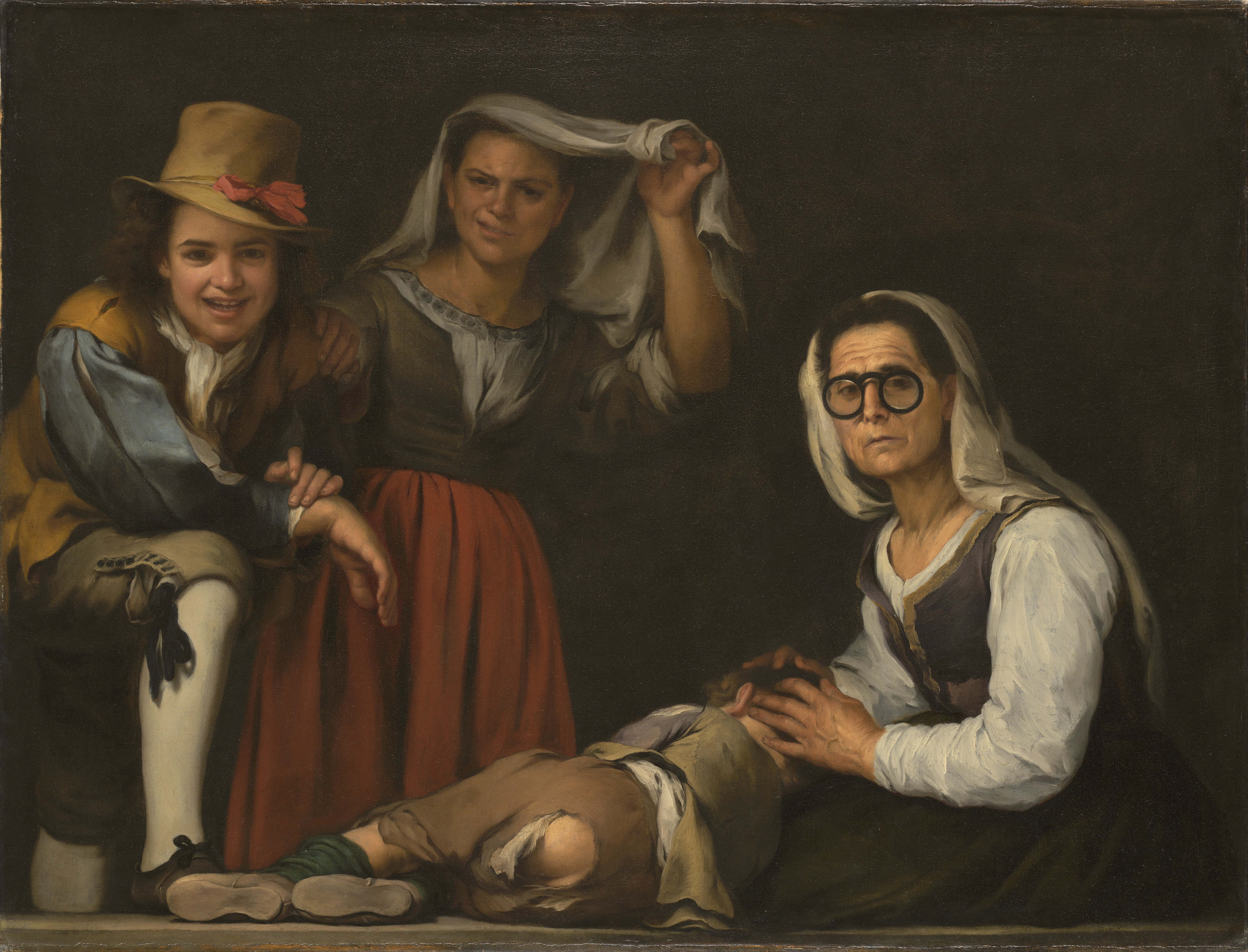
Bartolomé Esteban Murillo, Quatre Figures sur l'escalier, vers 1655-1660.
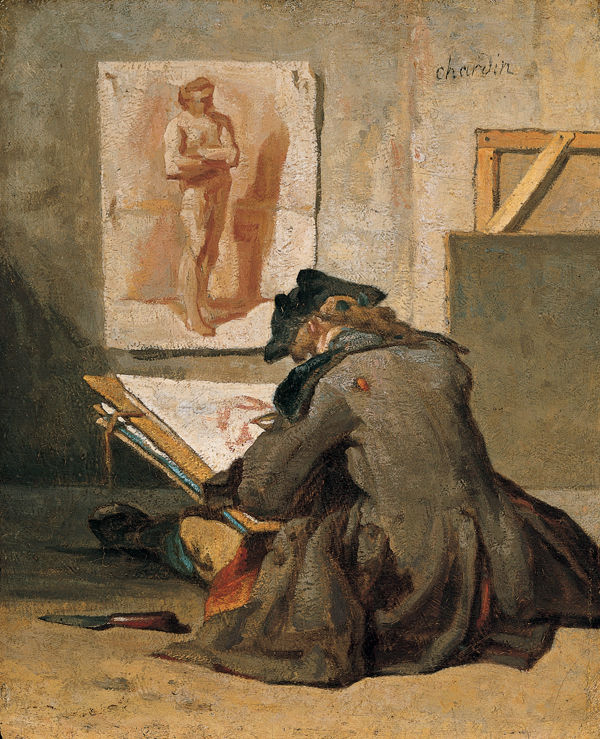
Jean Siméon Chardin, Jeune étudiant dessinant, vers 1738.
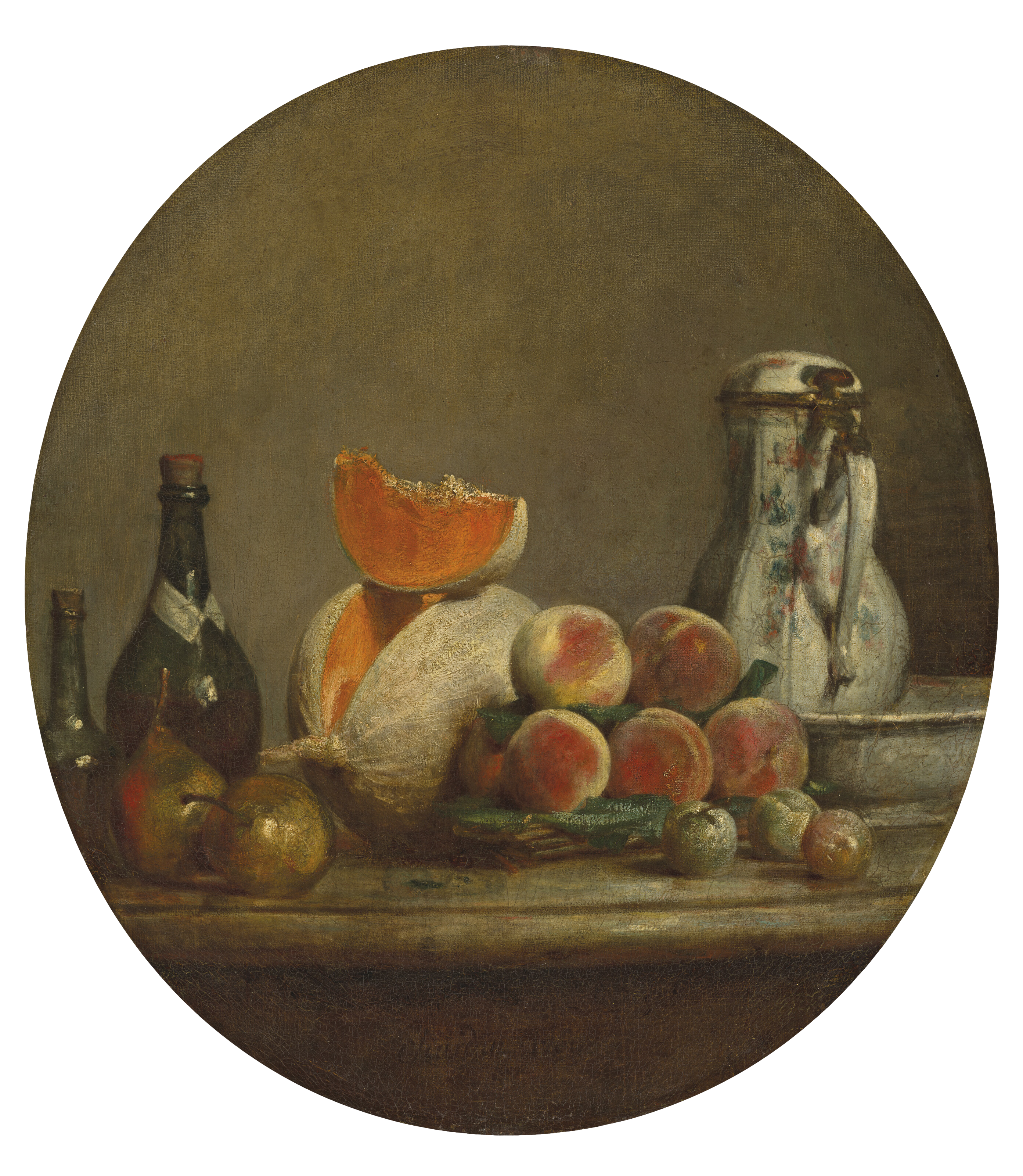
Jean Siméon Chardin, Le Melon entamé, 1760.
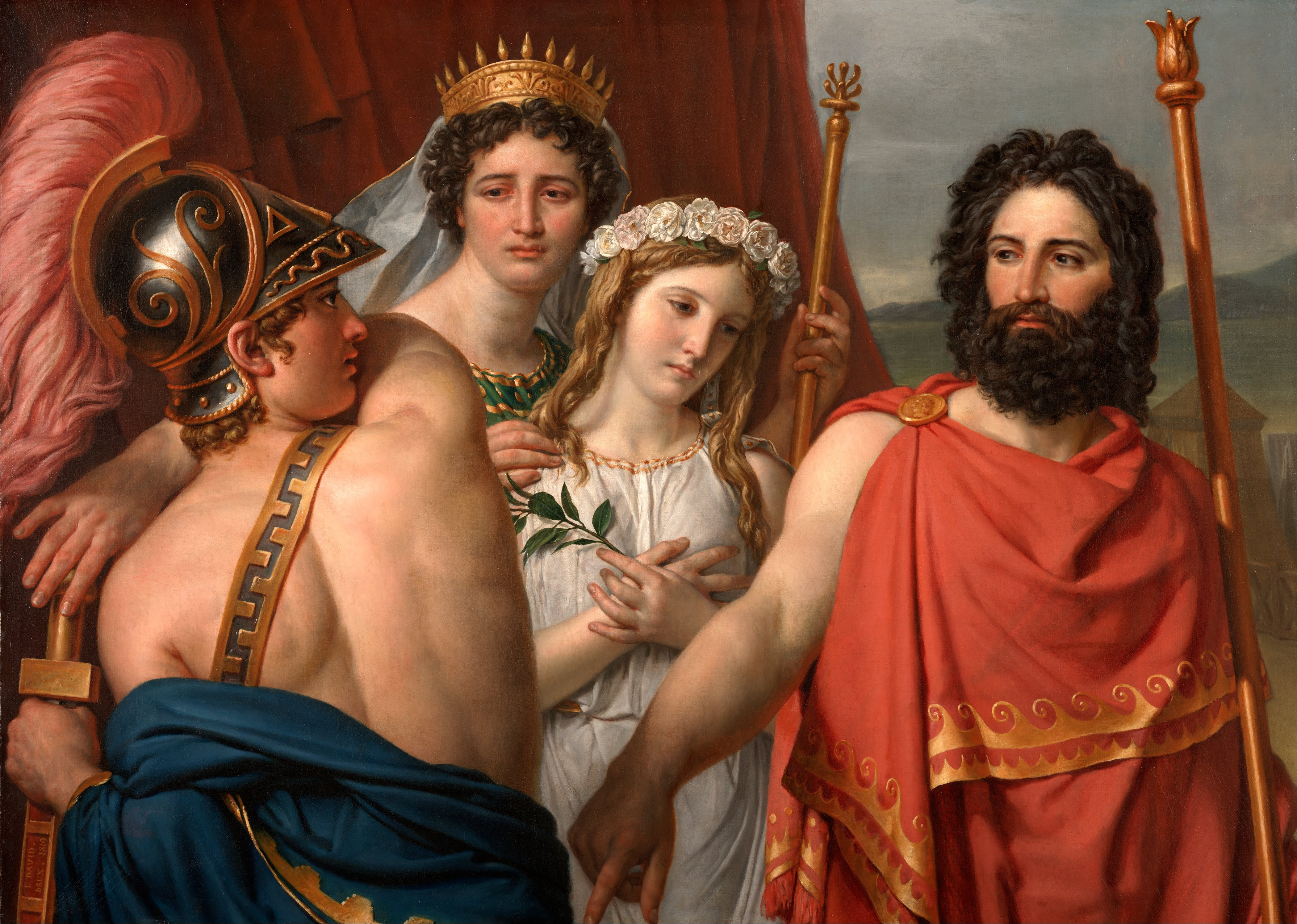
Jacques-Louis David, La Colère d'Achille, 1819.
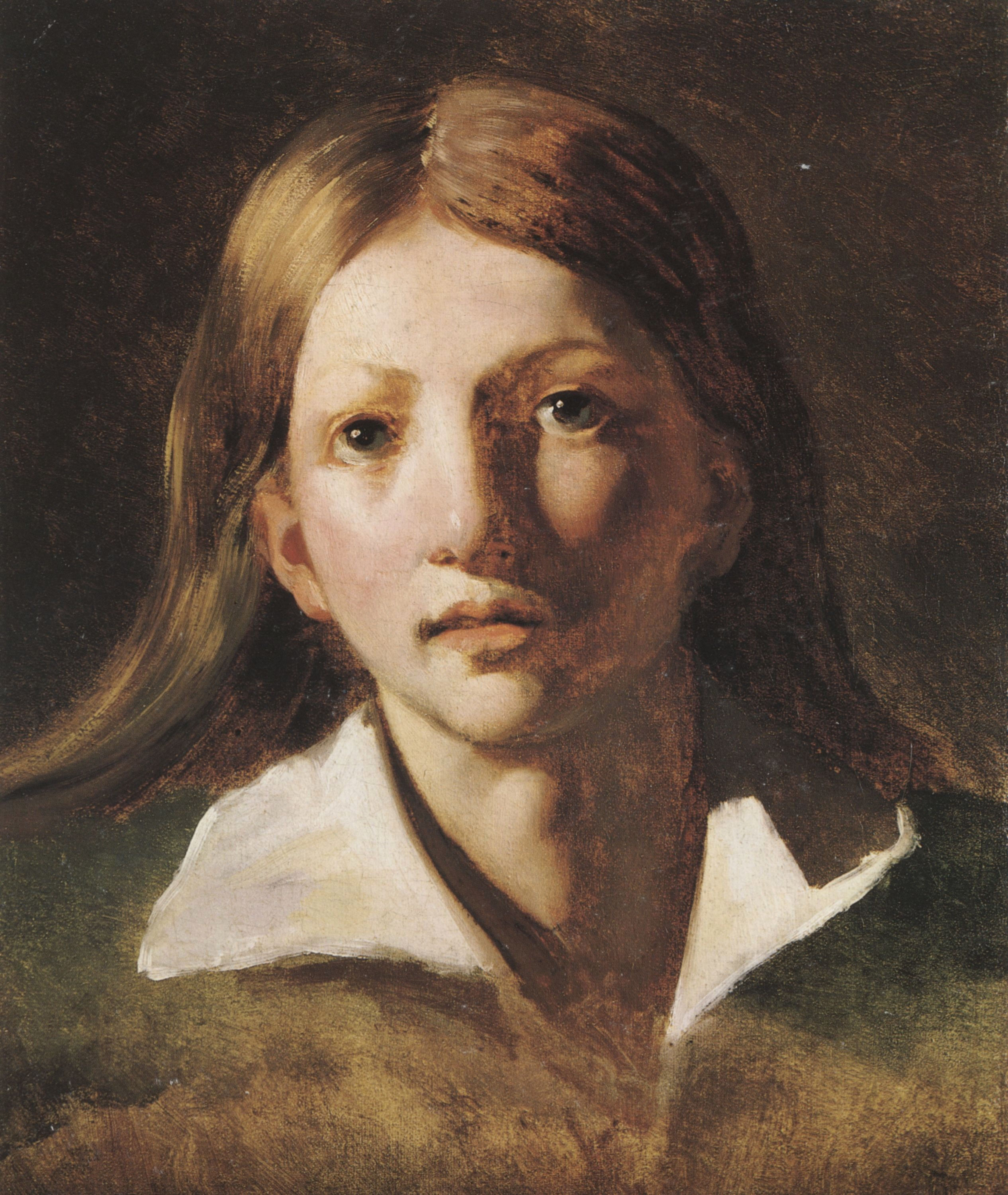
Théodore Géricault, Portrait d'un jeune garçon aux longs cheveux blonds, 1819-1820.
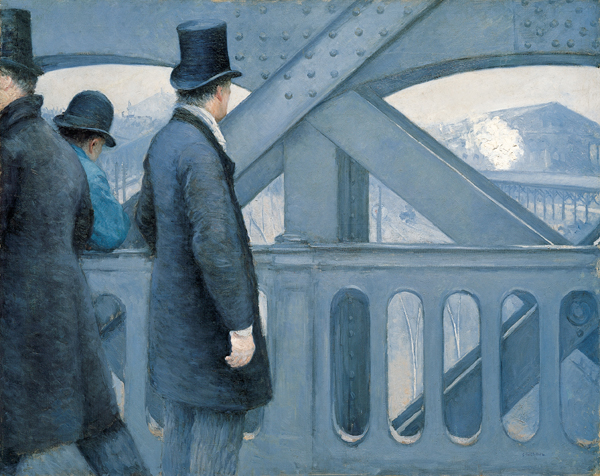
Gustave Caillebotte, Sur le pont de l’Europe, 1876-1877.
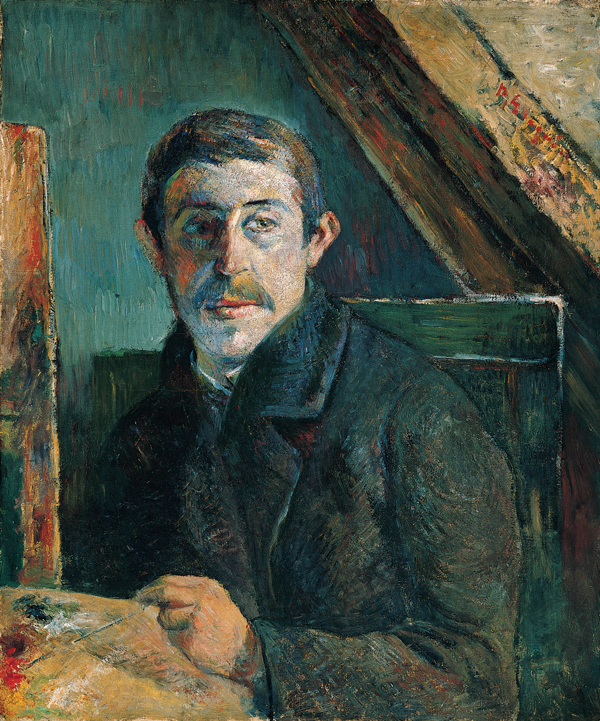
Paul Gauguin, Autoportrait, 1885.
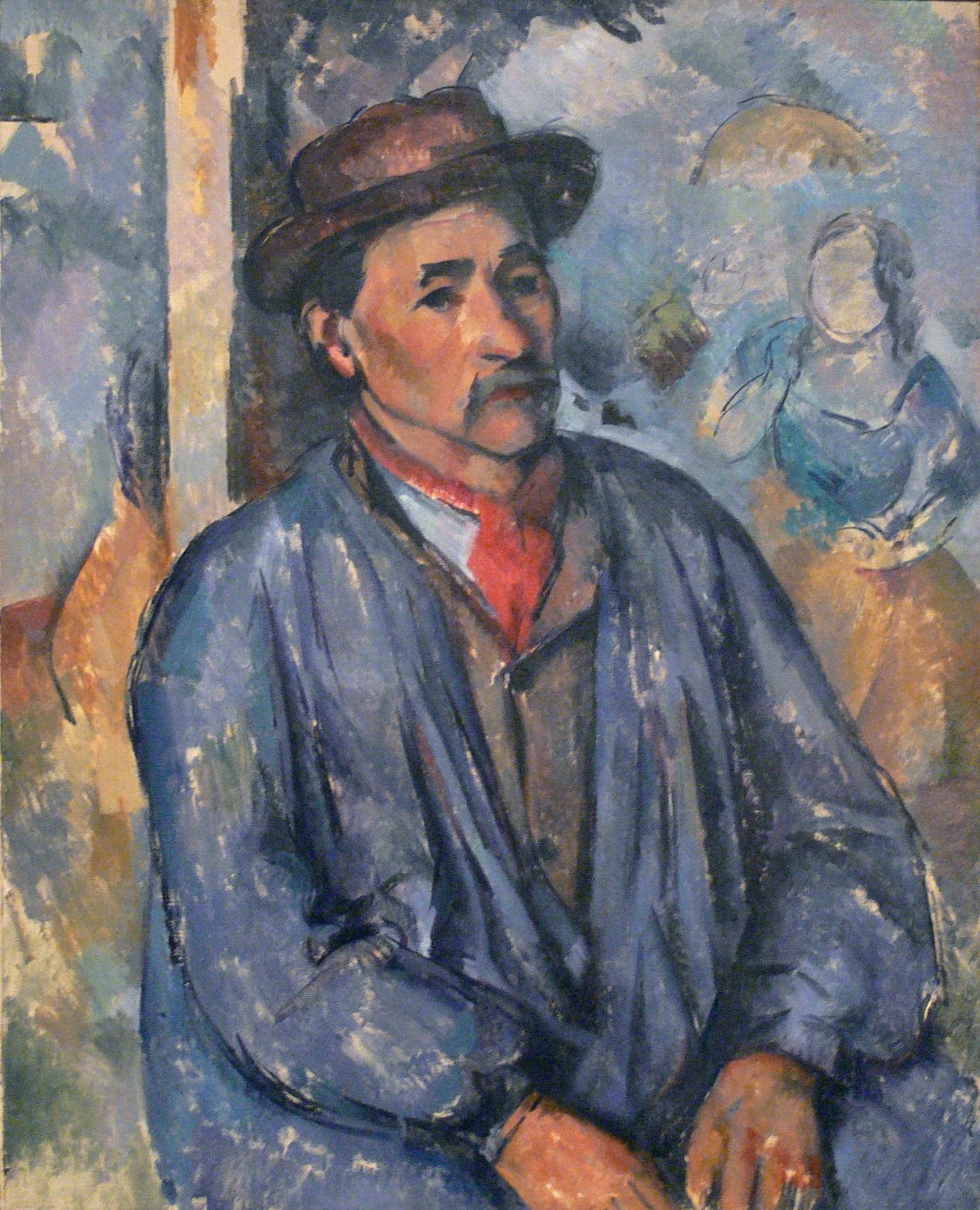
Paul Cézanne, Homme en blouse bleue, 1896-1897.
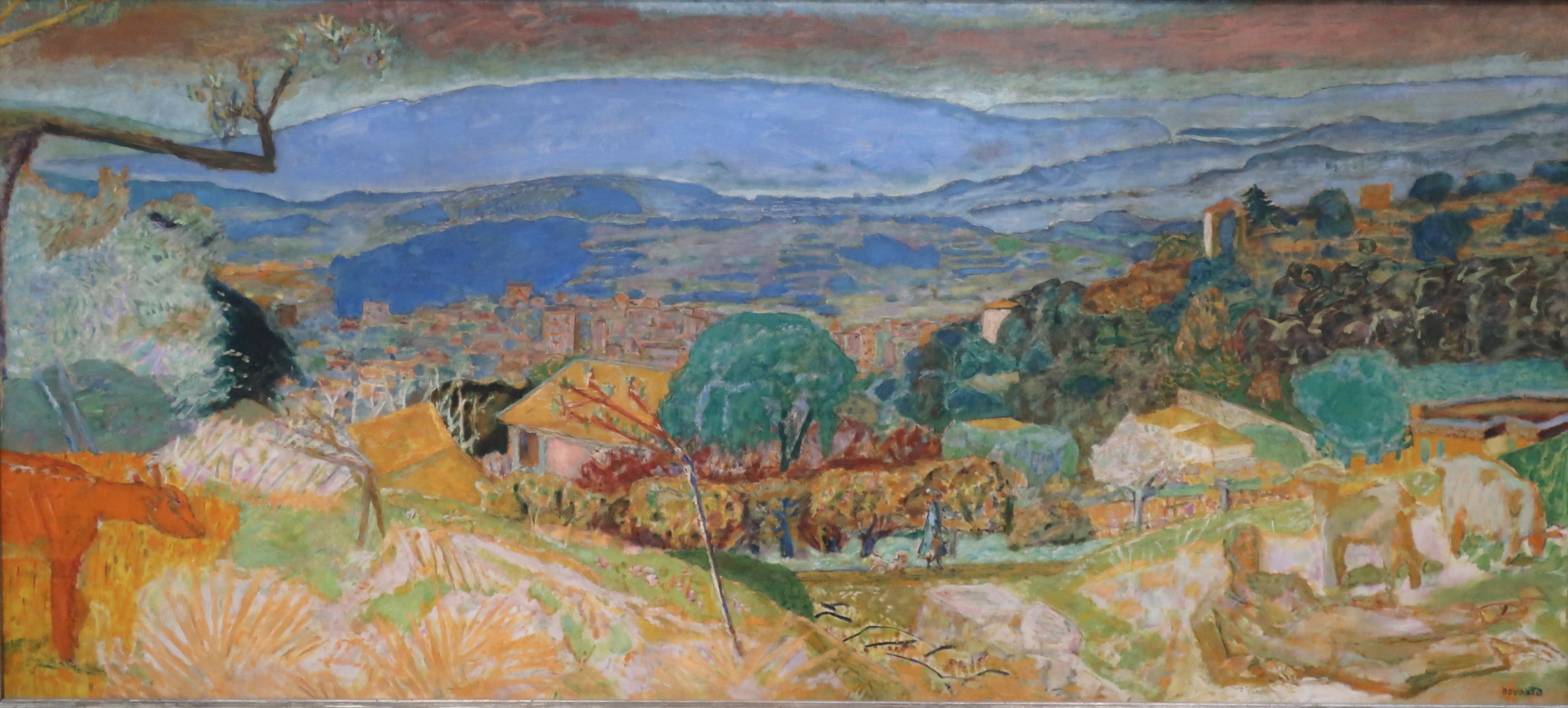
Pierre Bonnard, Paysage au Cannet, 1928.

## Le pavillon Piano

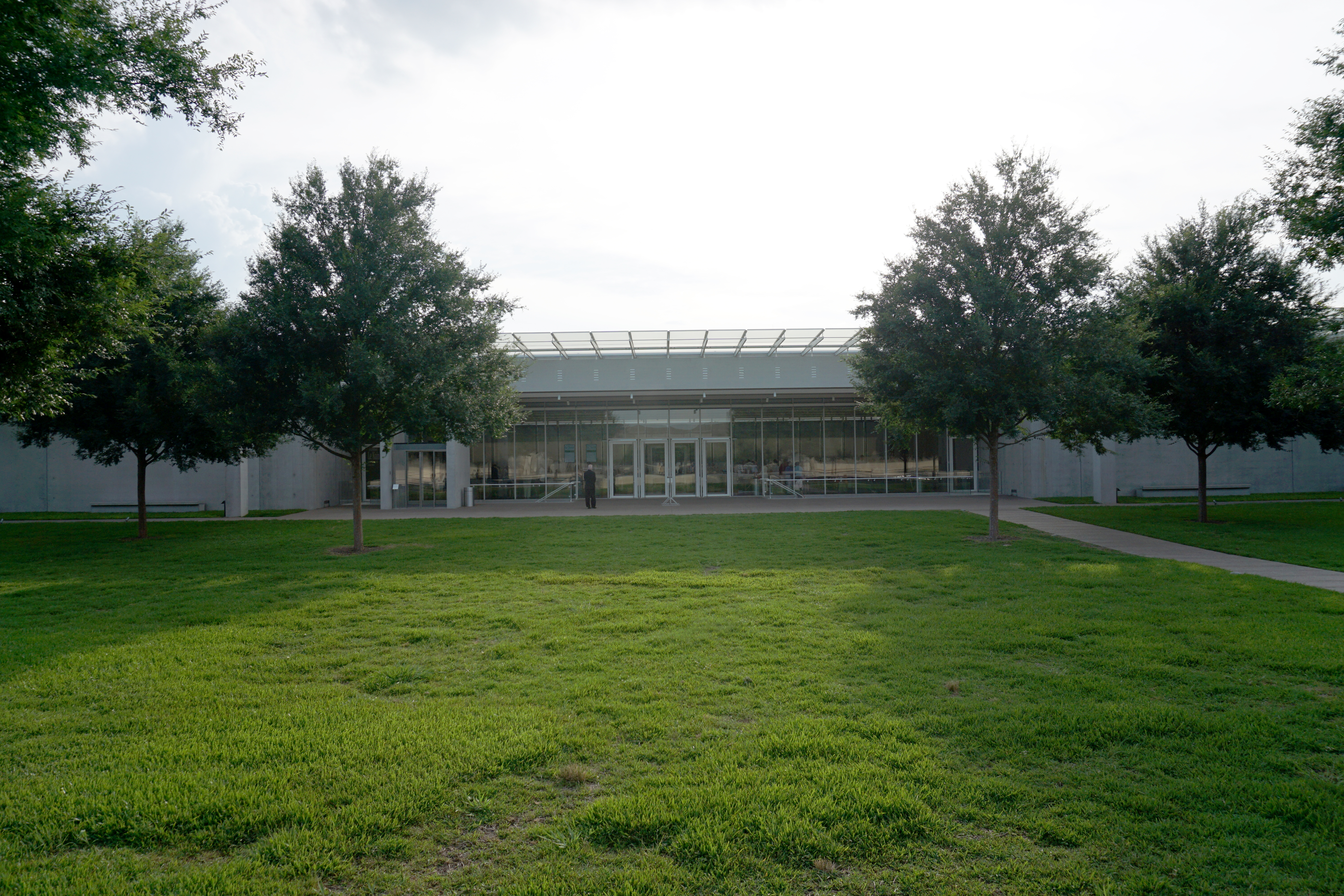
Le pavillon Piano en 2016.

En 2013 a été inauguré un nouveau bâtiment, le « pavillon Piano », réalisé par Renzo Piano Building Workshop + Kendall/Heaton Associates. S'élevant à la même hauteur et à 70 mètres de son voisin, sa colonnade en garde l'esprit de simplicité et de légèreté, et se limite à trois matériaux, verre, béton et bois. Lui aussi met l'accent sur la lumière naturelle et s'oriente aussi sur la façade ouest que Kahn considérait comme l'entrée principale. Cet espace  accueille les expositions temporaires et la partie éducation ; deux activités qui sont en pleine croissance au musée. Le pavillon est entouré d'ormes et de chênes rouges[réf. souhaitée].